# Vance Wilson
Vance Wilson, né le 17 mars 1973 à Mesa (Arizona), est un joueur américain de baseball évoluant en Ligue majeure de baseball avec les Detroit Tigers. Après la saison 2006, il compte 403 matchs joués pour 25 coups de circuit.